# Коржівська сільська рада (Баришівський район)
| Коржівська сільська рада — колишній орган місцевого самоврядування у Баришівському районі Київської області з адміністративним центром у с. Коржі. Історична дата утворення: в 1979 році. Водоймища на території, підпорядкованій даній раді: річка Трубіж. Сільській раді були підпорядковані населені пункти: - с. Коржі |

## Склад ради
Рада складалася з 14 депутатів та голови.

### Керівний склад ради
| ПІБ                         | Основні відомості                                                  | Дата обрання | Дата звільнення |
| --------------------------- | ------------------------------------------------------------------ | ------------ | --------------- |
| Стомаченко Ірина Вікторівна | Сільський голова, 1957 року народження, освіта, позапартійна       | 26.03.2006   | 31.10.2015      |
| Науменко Віктор Іванович    | Сільський голова, 1954 року народження, освіта вища, позапартійний | 25.10.2015   |                 |

Примітка: таблиця складена за даними джерела

## Населення
Згідно з переписом УРСР 1989 року чисельність наявного населення сільської ради становила 1578 осіб, з яких 743 чоловіки та 835 жінок.
За переписом населення України 2001 року в сільській раді мешкали 1453 особи.

### Мова
Розподіл населення за рідною мовою за даними перепису 2001 року:
| Мова       | Відсоток |
| ---------- | -------- |
| українська | 96,89 %  |
| російська  | 3,04 %   |
| білоруська | 0,07 %   |